# Ptyodactylus puiseuxi
Ptyodactylus puiseuxi es una especie de gecko que pertenece al género Ptyodactylus de la familia Phyllodactylidae. Es una especie trepadora, principalmente nocturna, nativa del Oriente Próximo.

## Distribución y hábitat
Su área de distribución incluye Israel, Siria, Jordania, Irak y Líbano, donde habita en zonas rocosas.